# Teorema stărilor corespondente
După van der Waals, teorema stărilor corespondente, respectiv ecuația stărilor corespondente indică faptul că toate fluidele, când sunt comparate la aceleași proprietăți reduse (temperatura redusă și presiunea redusă), au aproximativ același factor de compresibilitate și toate se abat de la comportamentul gazului ideal aproximativ la fel.
Constantele de material, care variază pentru fiecare tip de material, sunt eliminate, apărând într-o formă redusă într-o ecuație generală. Variabilele reduse sunt definite în funcție de valorile acestor variabile în punctele critice.

## Descriere
Principiul a apărut odată cu lucrarea lui Johannes Diderik van der Waals, aproximativ în 1873 când a folosit temperatura critică și presiunea critică pentru a obține o proprietate universală a tuturor fluidelor care se comportă conform ecuației de stare van der Waals⁠(d). Acesta prezice o valoare de {\displaystyle 3/8=0,375} care se dovedește a fi o supraestimare în comparație cu gazele reale.
Expresia „principiul stărilor corespondente” a fost introdus de Edward A. Guggenheim într-o lucrare în care a descris fenomenul că sisteme termodinamice diferite au comportamente foarte asemănătoare când sunt în apropierea punctului lor critic.
Există multe exemple de modele de gaze reale care satisfac această teoremă, cum ar fi modelul van der Waals, modelul Dieterici etc. 

## Factorul de compresibilitate în punctul critic
Factorul de compresibilitate în punctul critic este definit drept {\displaystyle Z_{c}={\frac {p_{c}\,v_{c}\,\mu }{R\,T_{c}}}}, unde indicele {\displaystyle c} indică mărimile fizice măsurate în punctul critic și este prezis a fi o constantă independentă de substanță în multe ecuații de stare
În relația precedentă și în tabelul următor:
{\displaystyle p_{c}} este presiunea critică [Pa]
{\displaystyle T_{c}} este temperatura critică [K]
{\displaystyle v_{c}} este volumul masic critic [m3/kg]
{\displaystyle R} este constanta gazului, 8,314472 [J/(K⋅mol)
{\displaystyle \mu } este masa molară [kg/mol]
| Substanța | {\displaystyle p_{c}} [Pa] | {\displaystyle T_{c}} [K] | {\displaystyle v_{c}} [m3/kg] | {\displaystyle Z_{c}} |
| --------- | -------------------------- | ------------------------- | ----------------------------- | --------------------- |
| Apă       | 21.817×106                 | 647.3                     | 3.154×10−3                    | 0.23                  |
| 4He       | 0.226×106                  | 5.2                       | 14.43×10−3                    | 0.31                  |
| He        | 0.226×106                  | 5.2                       | 14.43×10−3                    | 0.30                  |
| H2        | 1.279×106                  | 33.2                      | 32.3×10−3                     | 0.30                  |
| Ne        | 2.73×106                   | 44.5                      | 2.066×10−3                    | 0.29                  |
| N2        | 3.354×106                  | 126.2                     | 3.2154×10−3                   | 0.29                  |
| Ar        | 4.861×106                  | 150.7                     | 1.883×10−3                    | 0.29                  |
| Xe        | 5.87×106                   | 289.7                     | 0.9049×10−3                   | 0.29                  |
| O2        | 5.014×106                  | 154.8                     | 2.33×10−3                     | 0.291                 |
| CO2       | 7.290×106                  | 304.2                     | 2.17×10−3                     | 0.275                 |
| SO2       | 7.88×106                   | 430.0                     | 1.900×10−3                    | 0.275                 |
| CH4       | 4.58×106                   | 190.7                     | 6.17×10−3                     | 0.285                 |
| C3H8      | 4.21×106                   | 370.0                     | 4.425×10−3                    | 0.267                 |